# Pietra di Palermo

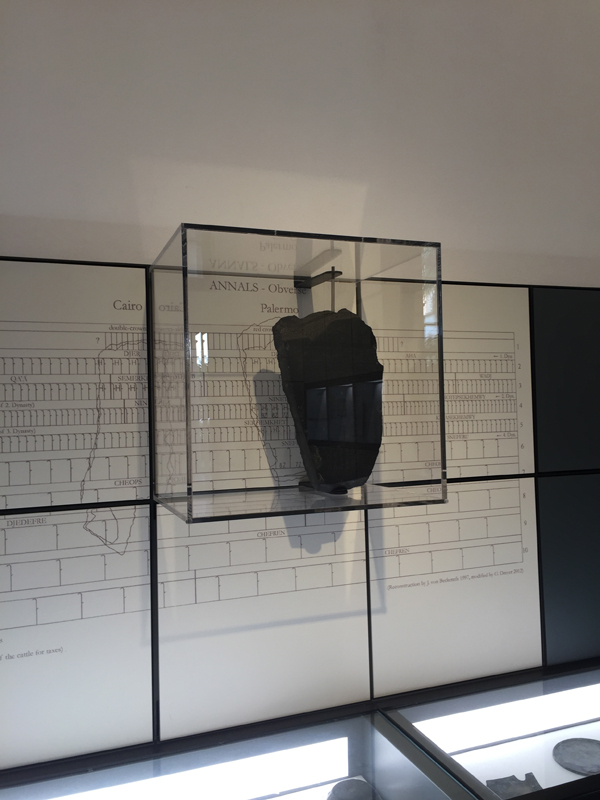
La Pietra di Palermo.

La Pietra di Palermo è un frammento di una stele in diorite anfibolica nera. È il più antico annale regale conosciuto dell’Egitto faraonico, e costituisce una fonte fondamentale per la ricostruzione della fase dell'Antico Regno della civiltà egizia. Riporta infatti in incisione su entrambi i lati l'elenco dei faraoni d'Egitto dalla prima alla quinta dinastia, i nomi delle loro madri ed il livello raggiunto anno per anno dalle piene del Nilo: nomi non riportati da altre fonti a noi pervenute.
Sono riportate anche le donazioni di terre e beni effettuate dai sovrani al dio Ra, ad Hathor e alle anime di Eliopoli.
È ospitata dal Museo archeologico Salinas a Palermo (città da cui la pietra prende tradizionalmente il nome).

## Descrizione
Il frammento della stele è il più grande fra i sette finora rinvenuti: misura 43 cm di altezza per 30,5 di larghezza; reca inciso su entrambi i lati l'elenco dei faraoni d'Egitto dalla prima alla quinta dinastia, i nomi delle loro madri ed il livello raggiunto anno per anno dalle piene del Nilo.
Reca incise anche le congrue donazioni di terre e beni effettuate dai sovrani al dio Ra, ad Hathor e alle misteriose Anime di Eliopoli.
Altri pezzi più piccoli si trovano al Museo Egizio del Cairo e al Petrie Museum of Egyptian Archaeology di Londra.
La maggior parte delle informazioni sulla prima e la seconda dinastia sono andate perse.

## Storia

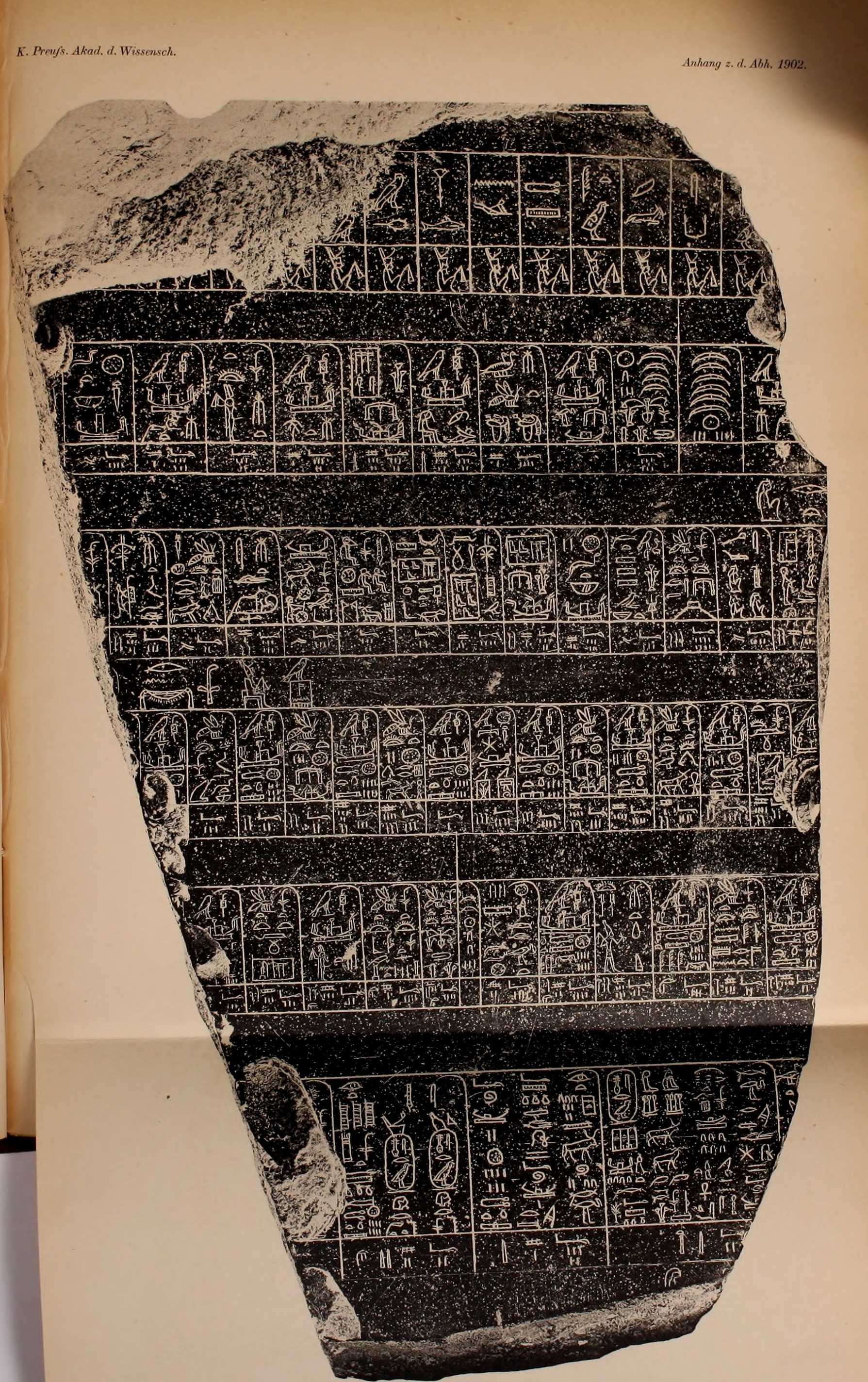

Ci sono incertezze riguardo alla data della Pietra di Palermo. Non è noto se l'iscrizione sia stata fatta in una volta sola o se parte delle iscrizioni siano state aggiunte in un periodo successivo.  Non è inoltre noto se risale al periodo che viene descritto nell’iscrizione (ovvero la Quinta dinastia). La datazione più probabile della realizzazione della stele è la metà della V dinastia che regnò tra il 2500 a.C. e il 2350 a.C. circa, durante il periodo della storia egiziana chiamato Antico Regno. 
La collocazione originale della stele è sconosciuta, ma si ipotizza che sia stata ritrovata ad Eliopoli o nelle rovine del tempio di Ptah a Menfi. Si ritiene che in origine avesse una lunghezza di circa 2 metri ed una altezza di 60 centimetri. I faraoni menzionati decifrabili del Periodo predinastico del Basso Egitto sono: Seka, Tau (o Tiu), Thesh, Neheb, Uatchnar e Mekha.
Faceva parte di una grande lastra di diorite anfibolica nera, sulle cui facce, fu incisa la cronaca di circa 700 anni di vita egiziana. La stele fu frammentata in diversi pezzi, molti dei quali andarono perduti.
La pietra si trova dal 1877 nella collezione del Museo archeologico Salinas, proveniente da donatore privato, Ferdinando Gaudiano, e l'origine del reperto fu identificata dall'egittologo Johan Heinrich Schäfer.
Nel 1903 furono scoperti tre frammenti più piccoli: uno era stato usato come fermaporta e gran parte del suo testo fu così cancellato; il terzo fu rinvenuto in un sito archeologico a Menfi.
Nel 1914 Flinders Petrie ne acquistò un quarto frammento sul mercato antiquario; il pezzo è esposto al Petrie Museum of Egyptian Archaeology di Londra, e contiene informazioni sui sovrani Khasekhemui (II dinastia) e Nebmaat (IV dinastia).
Nel 1963 un quinto frammento fu acquistato sul mercato antiquario, e si trova ora al Museo Egizio del Cairo.
Nel 1999, Toby Wilkinson divenne il primo studioso a indagare su tutti e sette i frammenti esistenti, pubblicando le sue conclusioni sugli antichi annali l'anno seguente.